# Steve Morris

a Compétitions nationales et continentales officielles uniquement.

b Matchs officiels uniquement.
Steve Morris, né le 19 juin 1961 à Wollongong (Australie), est un joueur australien de rugby à XIII dans les années 1970, 1980 et 1990.
Originaire de Wollongong, il se révèle au poste de demi de mêlée en 1978 avec Dapto Canaries, club secondaire. Sélectionné en équipe d'Australie, il rejoint en 1979 le club de Sydney de St. George et y devient l'un des joueurs les plus performants du Championnat de Nouvelle-Galles du Sud. Dès sa première saison, il remporte le Championnat en étant nommé meilleur joueur du Championnat et meilleur joueur de la finale. Il dispute huit saisons au sein de ce club disputant une seconde finale, perdue cette fois-ci, en 1985. Il rejoint ensuite Eastern Suburbs de 1987 à 1990. Parallèlement, il migre chaque année au sein du Championnat d'Angleterre durant l'intersaison pour y revêtir le maillot de Warrington, Salford et Leeds.
Ses deux fils jumeaux, Brett Morris et Josh Morris, deviennent plus tard internationaux australiens dans les années 2000 et 2010.

## Palmarès
- Collectif :
  - Vainqueur du Championnat de Nouvelle-Galles du Sud : 1979 (St. George).
  - Finaliste du Championnat de Nouvelle-Galles du Sud : 1985 (St. George).

- Individuel :
  - Élu meilleur joueur du Championnat de Nouvelle-Galles du Sud  : 1979 (St. George).
  - Élu meilleur joueur de la finale Championnat de Nouvelle-Galles du Sud : 1979 (St. George).